# Campus numérique francophone de Dakar
Le Campus numérique francophone de Dakar ou CNF de Dakar hébergé par l'Université Cheikh Anta Diop de Dakar ( Sénégal) fait partie du réseau des 36 Campus numériques francophones de l'Agence universitaire de la Francophonie. Le CNF de Dakar, créé en 2000, a eu comme précurseur le Centre SyFED de Dakar, le premier centre SyFED (Système francophone d'éducation et de Diffusion), créé en mai 1991. C'est, selon l'UNESCO, le CNF le plus connu . Le 20 mars 2018, le CNF de Dakar devient le Campus du Nouvel Espace Universitaire Francophone (CNEUF) de Dakar, le premier CNEUF, qui a pour but, en plus de la formation, l’employabilité des étudiants et leur préparation à l'entrepreneuriat.      

## Structures dépendantes du CNF de Dakar
Depuis l'adoption de la programmation quadriennale 2010-2013 les Campus numérique francophone, pour répondre aux projets des établissements membres accompagnent la création et la labellisation de Campus numériques francophones partenaires gérés par les universités, pour l'appropriation des technologies de l'information et de la communication.
Le réseau des campus partenaires rattachés au CNF de Dakar est composé de :
- CNF Partenaire de Banjul (Université de la Gambie)
- CNF Partenaire de la Bibliothèque centrale de l'UCAD (Université Cheikh Anta Diop de Dakar)
- CNF Partenaire de Ziguinchor (Université de Ziguinchor, Sénégal)